# Dead Birds
Dead Birds är en amerikansk långfilm från 2004 i regi av Alex Turner, med Henry Thomas, Patrick Fugit, Nicki Aycox och Michael Shannon i rollerna.

## Rollista
- Henry Thomas som William
- Patrick Fugit som Sam
- Nicki Aycox som Annabelle
- Michael Shannon som Clyde
- Muse Watson som Father
- Mark Boone Junior som Joseph
- Isaiah Washington som Todd
- Harris Mann som Jeffy Hollister
- Melanie Abramoff som flickspöke
- Donna Biscoe som svart kvinna
- Brian Bremer som hysterisk man
- Russell Durham Comegys som Kormer